# Komparatystyka gałęzi prawa
Komparatystyka gałęzi prawa – o wyodrębnianiu gałęzi prawa decyduje łącznie kilka czynników, głównie zaś jednorodność regulowanych stosunków społecznych, duże znaczenie tych stosunków dla życia społecznego, tradycje prawoznawstwa.
Porównywanie gałęzi prawa ma zarówno zwolenników, jak i przeciwników. Zwolennicy komparatystyki wskazują na dość wyraziście zarysowaną treściowo i formalnie ich względną jednorodność jako odrębnych jednostek porównawczych prawa. Dostrzegając daleko posuniętą specjalizację w zawodach prawniczych, opowiadają się za potrzebą rozwijania myśli komparatystycznej na potrzeby poszczególnych gałęzi prawa. Nie pomijają też pożytku płynącego z komparatystyki gałęzi prawa dla wzbogacenia ogólnej charakterystyki i ustrojów politycznych.

## Ujęcie gałęzi prawa
Istnieje ujęcie gałęzi w dwóch większych grupach, ukształtowanych głównie na podstawie kryterium interesu prywatnego lub publicznego, obejmującego tzw. prawo prywatne i prawo publiczne. Pozwala sformułować kilka hipotez komparatystycznych. W sferze prawa prywatnego nie pojawiają się na ogół zastrzeżenia o charakterze polityczno-ideologicznym wobec celowości uprawiania komparatystyki gałęzi prawa. Odmiennie przedstawia się to w zakresie prawa publicznego. Z jednej strony widoczna jest celowość, a nawet niezbędność porównywania, narastająca wprost proporcjonalnie do ilości treści „międzynarodowych” w gałęziach prawa obieranych za przedmiot porównywania, z drugiej zaś celowość ta maleje w zależności od narastania niepowtarzalnych zagadnień ustrojowo-politycznych danych gałęzi prawa, aby osiągnąć najniższy poziom w prawie konstytucyjnym.
Prawodawca działający w imię interesów ustrojowych własnych państw, nawet jeśli posługujący się metodami komparatystycznymi, czerpiąc z wzorów legislacyjnych innych krajów, czyni to na ogół z ostrożnością i rezerwą. Prawoznawcy natomiast, zmierzając do możliwie najbardziej gruntowego i wszechstronnego uprawniania wybranej przez siebie dyscypliny prawoznawstwa, nie mogą nie badać analogicznych gałęzi prawa należących do różnych systemów prawnych. W przypadku niektórych dyscyplin prawoznawstwa, jak np. teorii prawa i filozofii prawa, porównanie jest niezbędnym warunkiem nie tylko rozwoju, lecz nawet samego ich powstania. Podczas, gdy przedmiot komparatystyki prawniczej w obrębie prawa obowiązującego tworzy aktywność prawodawczą legislatorów, to przedmiot gałęzi prawoznawstwa teoretyczno-filozoficznego tworzą sami teoretycy i filozofowie, m.in. na drodze porównywania teorii, doktryn, idei, programów, filozofii i koncepcji prawnych różnych krajów.
Komparatystyka prawnicza uprawiana w gałęziowych przekrojach prawa ma wysoce rozwinięte zaplecze organizacyjne. To specjaliści tych samych w zasadzie gałęzi prawa, albo przynajmniej zbliżonych do siebie, tworzą jednostki organizacyjne – towarzystwa, stowarzyszenia, komitety, rady, komisje itd. o zasięgu krajowym i międzynarodowym. To oni spotykają się najczęściej ze sobą na wspólnych posiedzeniach, zjazdach, konferencjach, seminariach i kongresach krajowych, międzynarodowych i ogólnoświatowych. Mając na celu publikacje dzieł zbiorowych i dedykując księgi pamiątkowe najwybitniejszym przedstawicielom poszczególnych dyscyplin prawoznawstwa.

## Komparatystyka systemów prawa
Nauka o polityce traktuje tak rozumiane systemy prawne jako części systemów politycznych. Porównywanie systemów prawnych należy zarówno do komparatystyki prawnej, jak i politycznej. Trzeba jednak zaznaczyć, że istnieją liczne koncepcje uzasadniające celowość odrębnego analizowania z jednej strony państwa, z drugiej zaś prawa. Według nich nie ma oczywiście ścisłych związków komparatystyki politycznej z prawniczą.
Systemy prawne jako przedmiot komparatystyki prawniczej mogą być porównywane ze sobą w różnych ujęciach, np.
- strukturalnym i treściowym,
- statystycznym i dynamicznym[3].

Poprzestając jedynie na wyliczeniu zagadnień komparatystycznych dotyczących struktury systemów prawnych, wspomnieć należy m.in. o następujących problemach:
- zakresach czasowych,
- zakresach terytorialnych,
- zakresach przedmiotowych,
- zasadach hierarchicznej budowy,
- postulatach niesprzeczności,
- regułach usuwania sprzeczności norm,
- określania zupełności systemów prawnych[3].